# Hilary and Jackie
Hilary and Jackie is een Britse biografische dramafilm uit 1998 onder regie van Anand Tucker. Het verhaal is gebaseerd op de inhoud van het boek A Genius in the Family van Piers du Pré en Hilary du Pré. Beiden zijn ook personages in de film, waarin het levensverhaal van hun zus, de celliste Jacqueline du Pré weergegeven wordt vanuit hun eigen perspectief.
Zowel hoofdrolspeelster Emily Watson als bijrolspeelster Rachel Griffiths werd genomineerd voor een Academy Award, terwijl Watson ook werd genomineerd voor een Golden Globe en een BAFTA Award. Watson en regisseur Tucker wonnen ieder een British Independent Film Award.

## Verhaal
Vanaf haar jongste jaren als musicus is fluitiste Hilary du Pré (Rachel Griffiths) voor haar moeder Iris (Celia Imrie) de beste en de belangrijkste. Op zeker moment draagt die niettemin Jacqueline (Emily Watson) op om even goed te worden als haar zus, als ze bij haar wil zijn. Jackie neemt haar moeders woorden bloedserieus en werpt zich op het volledig beheersen van de cello. Na haar debuutoptreden in de Wigmore Hall te Londen presenteert een onbekende weldoener haar een Stradivarius, de beroemde "Davidoff"-cello.
Gedurende de tijden waarin de volgende concerten plaatsvinden, raken de levens van Jacqueline en Hilary gescheiden. Hilary keert terug naar Londen en vervolgt haar fluitstudie, terwijl Jacqueline zich concentreert op haar internationale carrière. In Londen ontmoet Hilary Christopher 'Kiffer' Finzi (David Morrissey) en sticht een gezin met hem, terwijl Jackie dirigent Daniel 'Danny' Barenboim (James Frain) ontmoet en met hem trouwt.

## Rolverdeling
| Acteur               | Personage                  |
| -------------------- | -------------------------- |
| Emily Watson         | Jackie du Pré              |
| Rachel Griffiths     | Hilary du Pré              |
| James Frain          | Daniel 'Danny' Barenboim   |
| David Morrissey      | Christopher 'Kiffer' Finzi |
| Charles Dance        | Derek du Pré               |
| Celia Imrie          | Iris du Pré                |
| Rupert Penry-Jones   | Piers du Pré               |
| Bill Paterson        | Celloleraar William Pleeth |
| Auriol Evans         | Jackie (jonge versie)      |
| Keylee Jade Flanders | Hilary (jonge versie)      |
| Grace Chatto         | Teena                      |
| Nyree Dawn Porter    | Dame Margot Fonteyn        |
| Maggie McCarthy      | Margaret                   |
| Vernon Dobtcheff     | Professor Bentley          |

## Trivia
Hilary and Jackie riep veel controverse op onder de vrienden van Jacqueline du Pré, die in 1987 stierf aan multiple sclerose. De film werd in Frankrijk niet uitgebracht om te voorkomen dat de echte Daniel Barenboim, die in Parijs woonde met zijn tweede vrouw, een proces zou aanspannen.